# Borhyaena
Borhyaena és un gènere de marsupial sud-americà extint que visqué entre fa vint i quinze milions d'anys. El nom genèric Borhyanea significa ‘hiena voraç’ en llatí.
Era un gran depredador marsupial, similar a un os i amb una mida de fins a 1,5 metres de llargària i un pes mitjà de cent quilograms. Com era típic en la seva família, tenia peus plans i un cos robust. Probablement caçava parant emboscades a les preses car les seves potes curtes no li permetien córrer gaire ràpid.

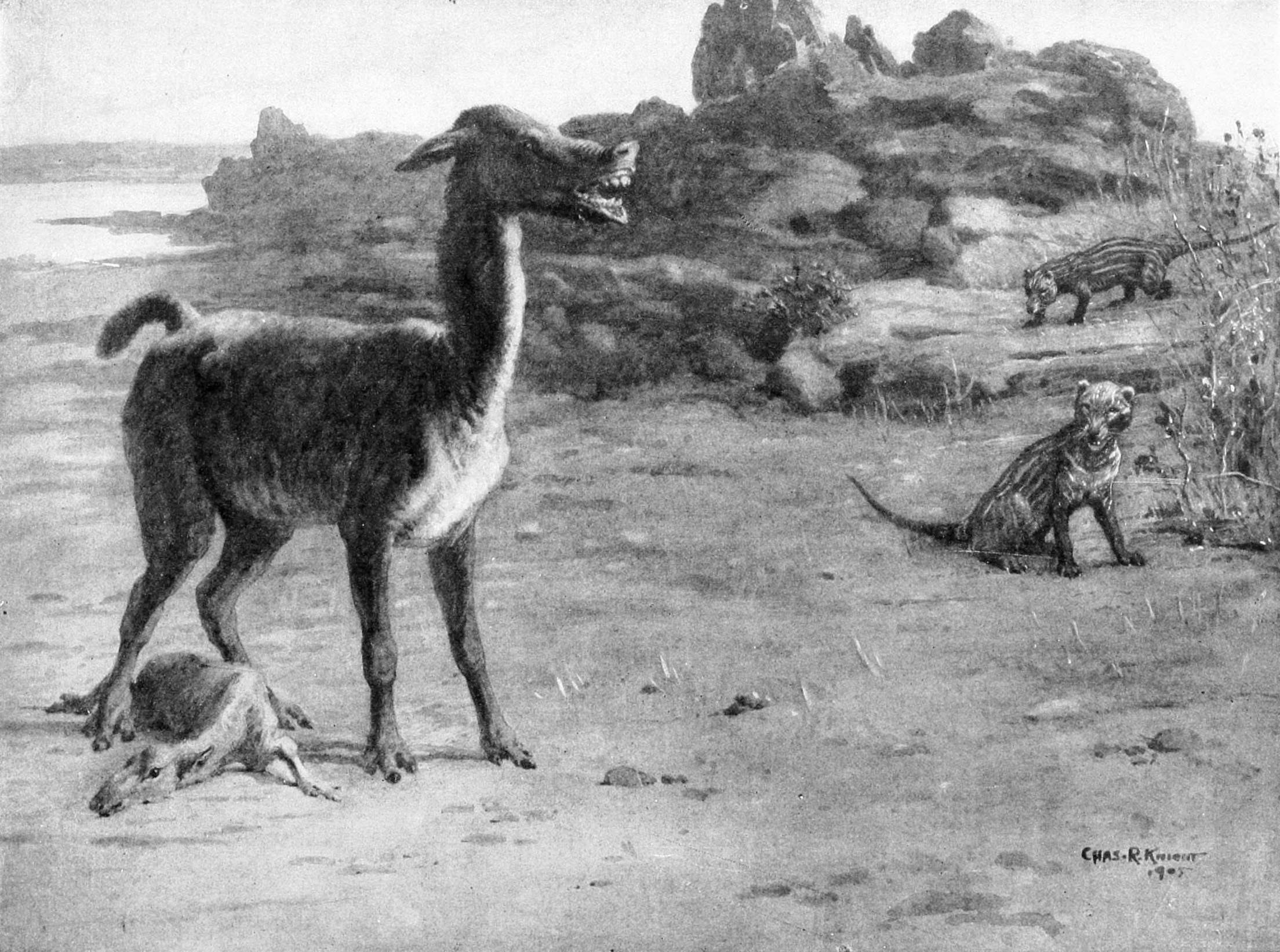
Theosodon garretorum i Borhyaena tuberata